# 多伊纳
多伊纳（德語：Deuna，發音：[ˈdɔʏna]）是德国图林根州艾希斯费尔德县曾经的一个市镇，面积12.82平方千米，2017年12月31日人口为1,157人。2013年12月31日，市镇福伦博恩并入多伊纳。2019年1月1日，多伊纳与另外3个市镇并入市镇下奥舍尔。